# Кузнецова, Лариса Александровна
Лариса Александровна Кузнецова — российский муниципальный деятель, с 2002 по 2009 года глава управы района Перово города Москвы.

## Биография
После окончания средней школы поступила в Московский энергетический институт. После окончания института и получения диплома работала инженером-электриком в вычислительном центре.
Во время работы заместителя главы управы района Перово также училась в Московском институте экономики и права.
12 марта 2002 года Лариса Кузнецова была назначена на должность исполняющего обязанности главы управы района Перово до избрания главы Управы районным Собранием. Указ подписал мэр Москвы Юрий Лужков.
26 мая 2009 года была уволена в связи с выходом на пенсию по возрасту. Должность главы управы занял Всеволод Тимофеев.

## Личная жизнь
Замужем, имеет двоих дочерей:
- Мария. Окончила Московский энергетический институт, доцент и кандидат наук.
- Лариса. Окончила Институт физкультуры. Кандидат мастера спорта по фигурному катанию.